# Massey Hall
Die Massey Hall ist ein Konzertsaal in Downtown Toronto, der durch historische Aufnahmen und Auftritte von Künstlern und Politikern bekannt ist. 
Das Gebäude wurde 1894 vollendet – im selben Jahr fanden die ersten Konzerte statt (Händels Messias als Eröffnungskonzert am 14. Juni) – und von dem Architekten Sidney Badgley (1850–1917) in neoklassischem Stil entworfen. Innen dienten die Oper von Chicago und die Alhambra als Anregung. Benannt ist sie in Erinnerung an seinen Sohn von dem Geschäftsmann und Philanthropen Hart Massey (1823–1896), dem Eigentümer des Unternehmens Massey Manufacturing (später Massey-Harris bzw. Massey Ferguson), der den Bau finanzierte. Die Adresse ist 178 Victoria Street, der Eingang in der Shuter Street.

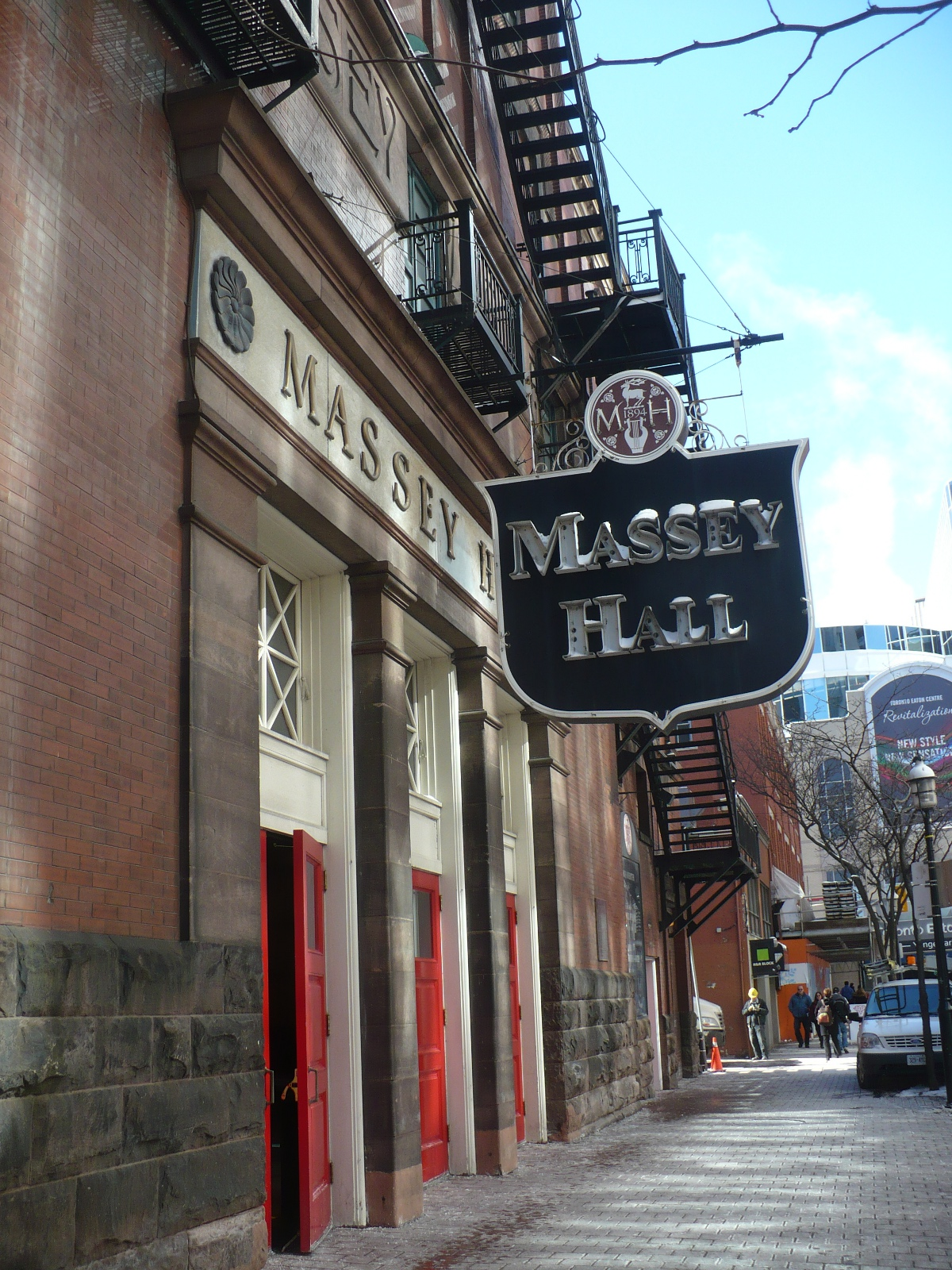
Eingang

Sie umfasst 2700 Sitzplätze und dient nach wie vor für Konzertveranstaltungen. Der Auftrittsort des Toronto Symphony Orchestra (seit 1923 in der Massey Hall) und des Toronto Mendelssohn Choir (dessen Auftrittsort die Massey Hall seit 1895 war) ist allerdings seit 1982 die Roy Thomson Hall (nach dem Verleger Roy Thomson benannt, aber vorher als New Massey Hall bekannt), wo auch das Toronto International Film Festival stattfindet. Sie wird von derselben Gesellschaft gemanagt wie die Massey Hall (Corporation of Massey Hall and Roy Thomson Hall) und die Glenn Gould Studios im CBS Broadcasting Centre.
1981 wurde es in die National Historic Sites of Canada aufgenommen. Zum hundertjährigen Jubiläum 1994 wurde die Massey Hall renoviert und erhielt eine Bar (Centuries), in der zahlreiche Fotos der Künstler hängen, die hier auftraten.
In der Massey Hall traten Künstler wie Glenn Gould und Oscar Peterson,  Dirigenten wie Arturo Toscanini und Opernsänger wie Maria Callas, Enrico Caruso und Luciano Pavarotti auf, aber auch Politiker wie Winston Churchill. 1953 fand hier das legendäre Massey Hall Concert (Jazz at Massey Hall) mit Charlie Parker und Dizzy Gillespie statt.